# Nu
Nu este un film românesc din 1999 regizat de Dragoș Bogdan Iuga.